# Lekkoatletyka na Letnich Igrzyskach Olimpijskich 1932 – bieg na 400 m przez płotki mężczyzn

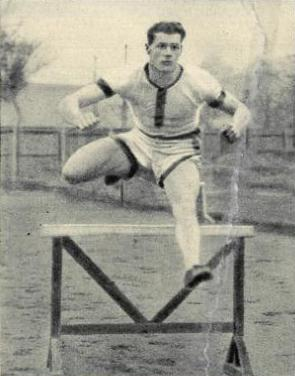
Bob Tisdall

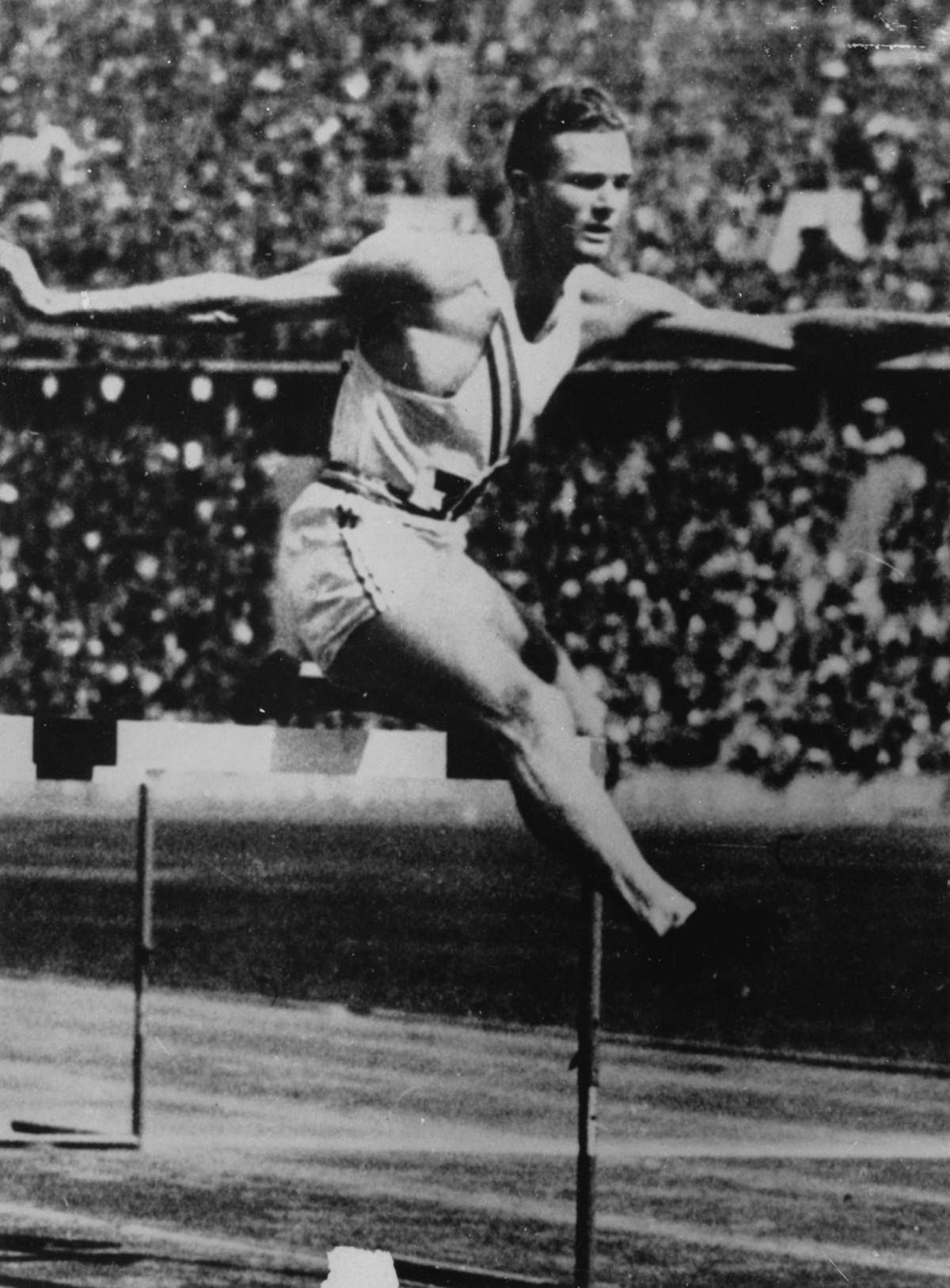
Glenn Hardin

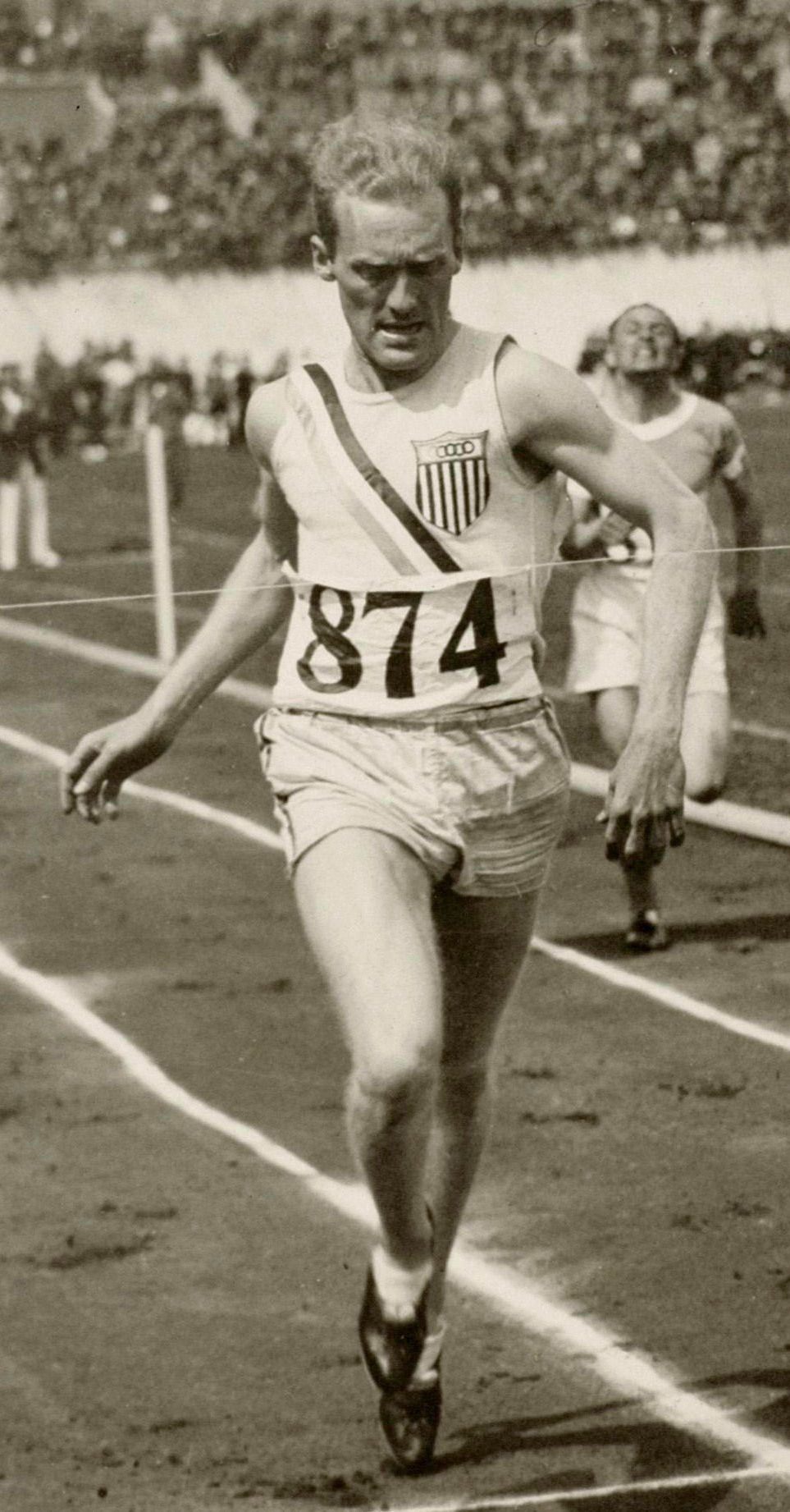
Morgan Taylor

Bieg na 400 metrów przez płotki mężczyzn był jedną z konkurencji rozgrywanych podczas X Letnich Igrzysk Olimpijskich. Biegi zostały rozegrane w dniach 31 lipca i 1 sierpnia 1932 roku na stadionie Los Angeles Memorial Coliseum w Los Angeles. Wystartowało 18 zawodników z 13 krajów.

## Rekordy
|                   | Zawodnik       | Wynik | Miejsce    | Data               |
| ----------------- | -------------- | ----- | ---------- | ------------------ |
| Rekord świata     | Morgan Taylor  | 52,0  | Filadelfia | 24 lipca 1928(dts) |
| Rekord olimpijski | Morgan Taylor  | 53,4  | Amsterdam  | 29 lipca 1928(dts) |
| Rekord olimpijski | David Burghley | 53,4  | Amsterdam  | 30 lipca 1928(dts) |

## Terminarz
| Data            |            | Godzina |
| --------------- | ---------- | ------- |
| 31 lipca 1932   | Eliminacje | 14:30   |
| 31 lipca 1932   | Półfinały  | 17:00   |
| 1 sierpnia 1932 | Finał      | 15:30   |

## Wyniki

### Eliminacje
Rozegrano cztery biegi eliminacyjne. Pierwszych trzech zawodników z każdego biegu awansowało do półfinałów (Q).

#### Bieg 1
| Poz. | Zawodnik          | Reprezentacja     | Czas | Uwagi |
| ---- | ----------------- | ----------------- | ---- | ----- |
| 1.   | Morgan Taylor     | Stany Zjednoczone | 55,8 | Q     |
| 2.   | Sten Pettersson   | Szwecja           | 56,1 | Q     |
| 3.   | Christos Mandikas | Grecja            | 56,4 | Q     |
| 4.   | Seiken Cho        | Japonia           | 56,5 |       |
| 5.   | Alfonso González  | Meksyk            | 56,7 |       |

#### Bieg 2
| Poz. | Zawodnik        | Reprezentacja     | Czas | Uwagi |
| ---- | --------------- | ----------------- | ---- | ----- |
| 1.   | Bob Tisdall     | Irlandia          | 54,8 | Q     |
| 2.   | Fritz Nottbrock | Niemcy            | 55,0 | Q     |
| 3.   | Glenn Hardin    | Stany Zjednoczone | 55,0 | Q     |
| 4.   | Sylvio Padilha  | Brazylia          | 55,1 |       |
| –    | Tom Coulter     | Kanada            | DQ   |       |

#### Bieg 3
| Poz. | Zawodnik            | Reprezentacja     | Czas | Uwagi |
| ---- | ------------------- | ----------------- | ---- | ----- |
| 1.   | Joe Healey          | Stany Zjednoczone | 44,2 | Q     |
| 2.   | André Adelheim      | Francja           | 54,3 | Q     |
| 3.   | Kell Areskoug       | Szwecja           | 54,6 | Q     |
| 4.   | Wangelis Moiropulos | Grecja            | 55,2 |       |

#### Bieg 4
| Poz. | Zawodnik              | Reprezentacja   | Czas | Uwagi |
| ---- | --------------------- | --------------- | ---- | ----- |
| 1.   | Luigi Facelli         | Włochy          | 55,0 | Q     |
| 2.   | David Burghley        | Wielka Brytania | 55,1 | Q     |
| 3.   | George Golding        | Australia       | 55,2 | Q     |
| 4.   | Carlos dos Reis Filho | Brazylia        | 55,8 |       |

### Półfinały
Z każdego z półfinałów do finału awansowało trzech najlepszych zawodników (Q).

#### Bieg 1
| Poz. | Zawodnik        | Reprezentacja     | Czas | Uwagi |
| ---- | --------------- | ----------------- | ---- | ----- |
| 1.   | Glenn Hardin    | Stany Zjednoczone | 52,8 | Q     |
| 2.   | Morgan Taylor   | Stany Zjednoczone | 52,9 | Q     |
| 3.   | David Burghley  | Wielka Brytania   | 53,0 | Q     |
| 4.   | George Golding  | Australia         | 53,1 | [ 4 ] |
| 5.   | Sten Pettersson | Szwecja           | 53,5 |       |
| 6.   | Fritz Nottbrock | Niemcy            | 53,7 |       |

#### Bieg 2
| Poz. | Zawodnik          | Reprezentacja     | Czas | Uwagi |
| ---- | ----------------- | ----------------- | ---- | ----- |
| 1.   | Bob Tisdall       | Irlandia          | 52,8 | Q =   |
| 2.   | Kell Areskoug     | Szwecja           | 53,2 | Q     |
| 3.   | Luigi Facelli     | Włochy            | 53,2 | Q     |
| 4.   | Joe Healey        | Stany Zjednoczone | 53,2 |       |
| 5.   | André Adelheim    | Francja           | 53,8 |       |
| 6.   | Christos Mandikas | Grecja            |      |       |

### Finał
W biegu finałowym zwyciężył Bob Tisdall, jednak przewrócił ostatni płotek, co zgodnie z ówczesnymi przepisami uniemożliwiło uznanie jego wyniku za rekord świata i rekord olimpijski.
| Poz. | Zawodnik       | Reprezentacja     | Czas (ręcz.) | Czas (aut.) | Uwagi |
| ---- | -------------- | ----------------- | ------------ | ----------- | ----- |
| 1.   | Bob Tisdall    | Irlandia          | 51,8         | 51,67       |       |
| 2.   | Glenn Hardin   | Stany Zjednoczone | 52,0         | 51,85       | =     |
| 3.   | Morgan Taylor  | Stany Zjednoczone | 52,0         | 51,96       |       |
| 4.   | David Burghley | Wielka Brytania   | 52,2         | 52,01       | [ 3 ] |
| 5.   | Luigi Facelli  | Włochy            | 53,0         |             |       |
| 6.   | Kell Areskoug  | Szwecja           | 54,6         |             |       |